# Skidmore College
Skidmore College est une université privée d'arts libéraux située à Saratoga Springs, dans l'État de New York.
Environ 2 650 étudiants sont inscrits à Skidmore et poursuivent un baccalauréat ès arts ou un baccalauréat ès sciences dans l'un des plus de soixante domaines d'études.

## Histoire
Le Skidmore College a subi de nombreuses transformations depuis sa fondation au début du XXe siècle en tant que collège de femmes. Le Young Women's Industrial Club est formé en 1903 par Lucy Ann Skidmore (1853–1931) avec l'héritage de son mari décédé en 1879 et de son père, Joseph Russell Skidmore (1821–1882), qui était marchand de charbon. En 1911, le club est créé sous le nom de « Skidmore School of Arts » en tant que collège destiné à former des jeunes femmes de manière professionnelle.
Charles Henry Keyes est le premier président de l'école en 1912 et, en 1919, Skidmore confère ses premiers diplômes de baccalauréat sous l'autorité de l'Université de l'État de New York. En 1922, l'école est constituée de façon indépendante en tant que collège de quatre ans décernant des diplômes.
En 1971, le collège commence à admettre des hommes à son programme régulier de premier cycle (quelques dizaines d'anciens combattants masculins de la Seconde Guerre mondiale avaient déjà été admis en 1946-1949). Skidmore a également lancé le programme « Université sans murs » (UWW), qui permet aux étudiants non résidents de plus de 25 ans d'obtenir un baccalauréat. Le programme s'est terminé en mai 2011. Toujours en 1971, Skidmore crée un chapitre Phi Beta Kappa.

### Présidents
1. Charles Henry Keyes, 1912-1925
2. Henry T. Moore, 1925-1957
3. Val H. Wilson, 1957-1965
4. Joseph C. Palamountain Jr., 1965-1987

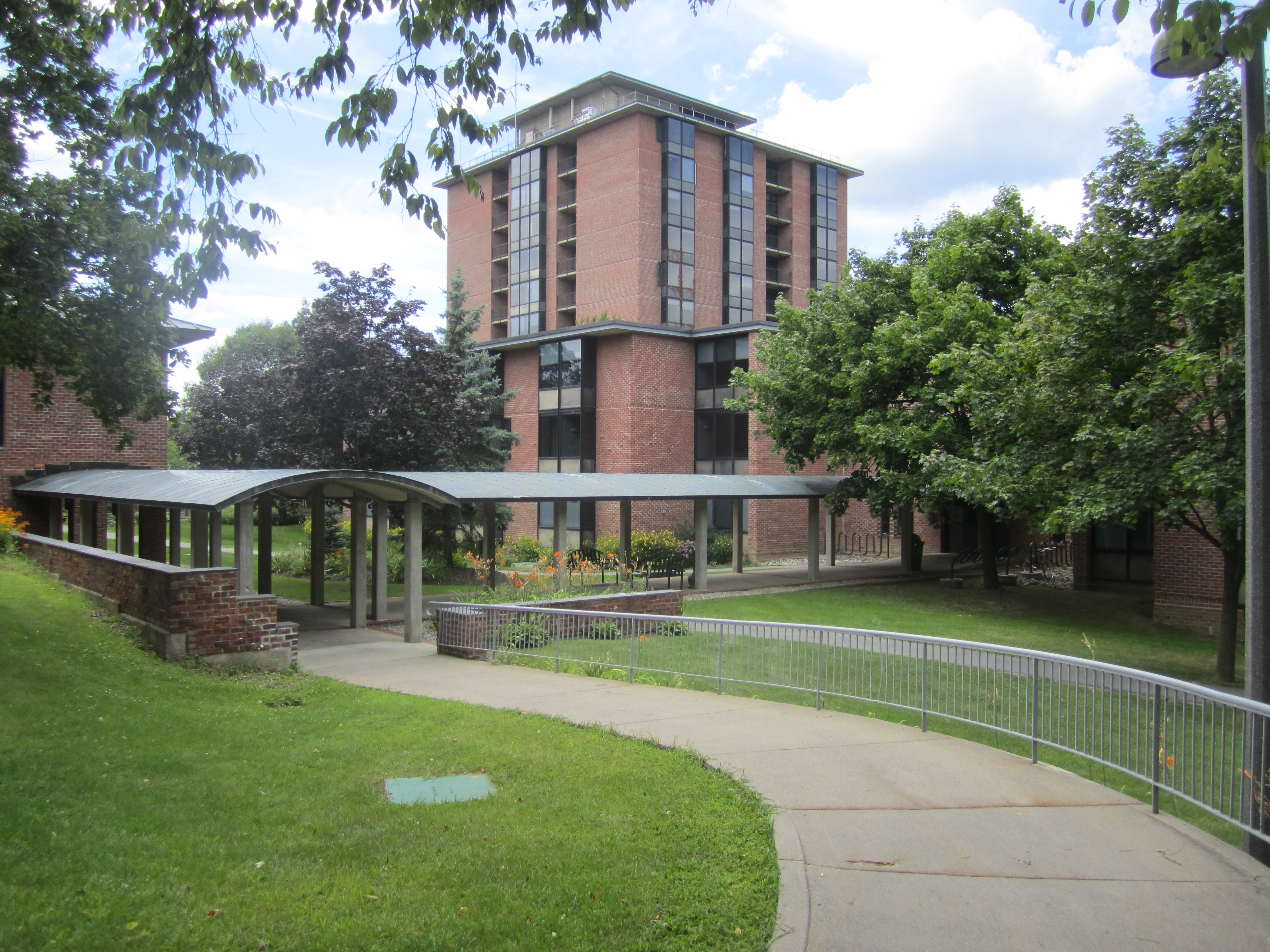
Tour Jonsson.

5. David H. Porter, 1987–1999
6. Jamienne S. Studley, 1999-2003
7. Philip A. Glotzbach, 2003-2020
8. Marc C. Conner, 2020-présent

## Anciens étudiants notables
- Zazie Beetz, acteur, star d'Atlanta et Deadpool 2 (promotion 2013)[2]
- Jon Bernthal, acteur, notamment dans The Walking Dead et Le Loup de Wall Street (promotion 1999)[3]
- Joseph L. Bruno, ancien chef de la majorité au Sénat de l'État de New York (promotion de 1952)
- Cynthia Carroll, femme d'affaires, ancienne PDG d'Anglo American plc (Classe de 1978)[4]
- Kathleen Collins, scénariste et réalisatrice africaine-américaine
- Sydney Magruder Washington, danseur de ballet et activiste de la santé mentale.
- Helen Corbitt, chef et auteur de livre de cuisine (Classe de 1928)[5]
- Billie Tisch, membre du conseil et philanthrope.
- Arwa Damon, journaliste (promotion 1999)[6]
- Louise Fili, graphiste (Classe de 1973)[7]
- Chris Fleming, comédien, créateur de la série Web Gayle (promotion 2009)[8]
- Justin Henry, acteur, surtout connu pour ses rôles dans Kramer contre Kramer  et Seize Bougies pour Sam (classe de 1993)[9]
- Jason Keyser, musicien du groupe de death metal Origin (promotion 2013)
- Carolyn Konheim, militante environnementale et consultante[10]
- Grace Mirabella, écrivain, ancienne rédactrice en chef de Vogue (promotion 1950)[11]
- Producteur de film Michael Nozik, connu pour Crossing Delancey, The Motorcycle Diaries (lauréat du prix BAFTA ) et Quiz Show (Classe de 1976)[12]
- Danseur, auteur et éducateur Robert Tracy (promotion 1977)
- Lobbyiste Anne Wexler (Classe de 1951)[13]
- L'acteur Michael Zegen, surtout connu pour son rôle de Joel Maisel dans The Marvelous Mrs. Maisel (promotion 2001)[14]
- Chanteur américain celtique Kyle Carey (Classe de 2008)[15]
- E*Vax alias Evan Mast, moitié de Ratatat et cofondateur d'Audio Dregs
- Ancienne maire de Santa Barbara, en Californie, Helene Schneider (promotion 1992)[16]